# Leonid Sergeevič Popov
Leonid Sergeevič Popov (25 settembre 1938 – Mosca, 26 novembre 2020) è stato un regista sovietico.

## Filmografia parziale

### Regista
- Zemlja Sannikova (1973)
- Doroga (1975)